# Das Geheimnis göttlicher Kultur
Die Abhandlung Das Geheimnis göttlicher Kultur wurde 1875 anonym von ʿAbdul-Bahāʾ verfasst. Darin ruft er die Führung Irans und dessen Bevölkerung auf, sich von der blinden Unterwerfung unter Dogmen religiöser, wie traditioneller Art zu befreien. Er betont die Notwendigkeit, dass die Menschen im Iran ihr Verhalten und ihre Einstellung fundamental ändern und sich der Moderne öffnen müssten. So befürwortet er eine konstitutionelle und demokratische Regierung, Rechtsstaatlichkeit, allgemeine Schulbildung, Schutz der Menschenrechte, wirtschaftliche Entwicklung, religiöse Toleranz, die Förderung der Kultur, nützlicher Wissenschaften und Technologien und Maßnahmen für das Allgemeinwohl. Er fordert die Herrscher auf, sich für den Weltfrieden einzusetzen. Mithilfe von Beispielen aus der Geschichte formuliert der Autor die These, dass der Fortschritt der Zivilisationen durch jeweils aufstrebende Religionen initiiert wurde. Deshalb müsse auch heutzutage die Modernisierung der Gesellschaft auf geistigen Konzepten beruhen.

## Hintergrund
Im neunzehnten Jahrhundert wurde das Land Iran durch Rivalitäten, Hofintrigen und Vetternwirtschaft heruntergewirtschaftet. Die Folge des wirtschaftlichen Niedergangs und der Misswirtschaft der Regierung waren öffentliche Unruhen, und die zentrale Autorität war vielerorts nicht mehr vorhanden. Weitgehend unabhängige Stammesführer und Religionsgelehrte bremsten die Reformen um ihres eigenen Vorteils willen. Die Mehrheit der Geistlichen stand daher den weltlichen Reformen gleichgültig oder ablehnend gegenüber.
Der persische Schah Nāser ad-Din entschloss sich Mitte des 19. Jahrhunderts, den Fortschritt seines Volkes, dessen Wohlfahrt und Sicherheit sowie das Gedeihen des Landes in die Wege zu leiten. Bahāʾullāh beauftragte seinen Sohn, den 31-jährigen ʿAbdul-Bahāʾ, durch eine Analyse der Situation im Iran den Diskurs über Reformen anzuregen. Um darzulegen, dass sein einziger Vorsatz die Förderung des allgemeinen Wohls ist, wurde das Original 1882 anonym in Mumbai lithografiert. Bei einer Veröffentlichung unter seinem Namen wäre die Schrift direkt den Bahai zugeordnet worden, die als religiöse Gruppe verfolgt wurden.

## Inhalt
Der Autor fordert die iranische Bevölkerung auf, sich mithilfe ihres Verstandes und ihrer Weisheit für Frieden, Wohlstand, Bildung, Kultur und Industrie für die gesamte Menschheit einzusetzen. In seiner Analyse der aktuellen Situation weist er auf die hohe Entwicklungsstufe hin, die das persische Reich in der Vergangenheit erreicht hatte und vergleicht sie mit der aktuellen Situation. Mangelnde Bildung, Bestechung und Korruption verhindere, dass die Masse der Bevölkerung ihre Rechte wahrnehmen könnte. Die geistlichen und weltlichen Eliten verhinderten oder bremsten jegliche Reform.
Als Lösung für die gesellschaftlichen Probleme im damaligen Iran fordert er, die Errungenschaften der Moderne zu übernehmen. So schlägt er die Schaffung einer rechtsstaatlichen, konstitutionellen und demokratischen Regierung vor. Der Erfolg dieser Reform hänge allerdings von der Rechtschaffenheit und dem Gerechtigkeitsempfinden der Mitglieder der Parlamente ab. Des Weiteren fordert er allgemeine Schulbildung, Schutz der Menschenrechte, wirtschaftliche Entwicklung, religiöse Toleranz, die Förderung nützlicher Wissenschaften und Technologien und Maßnahmen für das Allgemeinwohl. Dabei geht es ihm nicht um eine Kopie der europäischen Zivilisation, denn die Europäer sieht er „ertrunken in diesem furchtbaren Meer der Leidenschaft und Begierde… Seht zum Beispiel, wie es das oberste Ziel der europäischen Regierungen und ihrer Völker heutzutage ist, sich gegenseitig zu besiegen und zu vernichten“.
Einerseits formuliert er konkrete Vorschläge, wie die Situation im Iran verbessert werden kann. Andererseits skizziert er Schritte zum Weltfrieden und zum Entstehen eines Weltvölkerbundes. Er fordert internationale Festlegung der Grenzen und allgemeine Rüstungsbeschränkungen. Bereits sein Vater, Bahāʾullāh, der in dem Text nicht erwähnt wird, hatte von den Herrschern seiner Zeit eine allgemeine Beratung zur Einschränkung der Rüstungsausgaben gefordert. In dem Sendschreiben an die Zentralorganisation für einen dauernden Frieden betont ʿAbdul-Bahāʾ die Notwendigkeit der Einheit der Menschen und geistige Voraussetzungen für den Frieden. Wahre Zivilisation zeichne sich dadurch aus, dass ihre Herrscher sich bemühten, den Weltfrieden zu stiften und einen Weltvölkerbund zu schaffen.

„Wahre Kultur wird ihr Banner mitten im Herzen der Welt entfalten, sobald eine gewisse Zahl ihrer vorzüglichen, hochgesinnten Herrscher … mit festem Entschluss und klarem Blick daran geht, den Weltfrieden zu stiften. Sie müssen die Friedensfrage zum Gegenstand allgemeiner Beratung machen und mit allen ihnen zu Gebote stehenden Mitteln versuchen, einen Weltvölkerbund zu schaffen.“

ʿAbdul-Bahāʾ hält aufstrebende Religionen für die Quelle der Kultur, Zivilisation, Wirtschaft und sozialen Wandels. Junge Religionen formten den Charakter der Mitglieder ihrer Gemeinden. Dies befähige die Menschen, eine florierende Zivilisation aufzubauen.

## Perzeption
Am 1. Oktober 1995 veröffentlichte die Bahá’í International Community mit Bezug auf das Schreiben ʿAbdul-Bahāʾs ein Statement „Wendezeit für die Nationen“ mit Vorschlägen zum Thema Global Governance, wie man die Verfahren und Zuständigkeiten der UNO in Richtung einer Weltregierung verbessern könne. Das Thema wird anlässlich des 75. Jahrestages der Vereinten Nationen wieder aufgenommen.
In einem Schreiben vom 26. November 2003 an die iranischen Bahai fasste das Universale Haus der Gerechtigkeit den Inhalt der Abhandlung zusammen. Es betont, dessen Ratschläge seien auch heute noch aktuell und das nicht nur für den Iran.
In seinem Buch Demokratischer Weltstaat statt neuer Nationalismus  beschreibt Christian Jäggi Konzepte verschiedener Religionen zum Thema Weltstaat. Anhand der Aussagen ʿAbdul-Bahāʾs in seiner 1875 an das iranische Volk gerichteten Abhandlung Das Geheimnis Göttlicher Kultur und Shoghi Effendis Die Weltordnung Bahá'u'lláhs konstruiert er eine allgemeine Position des Bahaitums zu diesem Thema. Er stimmt mit ʿAbdul-Bahāʾ überein und zitiert in diesem Zusammenhang ein Gebet von ihm, dass die Verwirklichung der Einheit der Menschheit eine wesentliche Voraussetzung für die Errichtung eines Weltstaates sei. Er kritisiert, dass in diesem Schreiben viele wichtige Fragen offen bleiben, wie der Weltfrieden konkret erreicht werden kann.